# David Callaham
David Elias Callaham, conosciuto anche come Dave Callaham (Fresno, 24 ottobre 1977), è uno sceneggiatore statunitense.

## Biografia

### Carriera
Nel 2010 lavorò per conto della Legendary Pictures alla scrittura di una prima versione della sceneggiatura di Godzilla; reimmaginazione dell'iconico mostro della Toho proposta per il grande schermo anni dopo la trasposizione di Roland Emmerich. Nel gennaio 2011, tuttavia, con l'annuncio di Gareth Edwards alla regia del film, fu data comunicazione dell'allontanamento dello sceneggiatore dal progetto e della ricerca di nuovi nomi per riscrivere e completare il suo lavoro.
Nel 2017 viene ingaggiato per scrivere la sceneggiatura del sequel di Wonder Woman insieme alla regista Patty Jenkins e Geoff Johns.

### Vita privata
Dal 9 maggio 2009 è sposato con Bree Tichy , il cui unico credito nel settore cinematografico è un'occupazione nel film The Forgotten (2004) di Joseph Ruben, come assistente dei produttori Dan Jinks e Bruce Cohen .

## Filmografia
- David Callaham: Writer Reel (2004, corto)
- Doom (2005)
- The Horsemen (2009)
- Tell-Tale (2009)
- I mercenari - The Expendables (2010)
- Godzilla (2014)
- Zombieland - Doppio colpo (Zombieland: Double Tap), regia di Ruben Fleischer (2019)
- Wonder Woman 1984, regia di Patty Jenkins (2020)
- Mortal Kombat, regia di Simon McQuoid (2021)
- Shang-Chi e la leggenda dei Dieci Anelli (Shang-Chi and the Legend of the Ten Rings), regia di Destin Daniel Cretton (2021)
- Spider-Man: Across the Spider-Verse, regia di Kemp Powers (2023)